# Kręglin
Kręglin – dawna wieś w Polsce, w województwie zachodniopomorskim, w powiecie drawskim, w gminie Drawsko Pomorskie.
Leżała około 300 m na zachód od wsi Zbrojewo.

## Historia
W 1871 roku miejscowość była wzmiankowana jako kolonia Hohehaide, część dóbr Bernsdorf (Brzeźnica). Obejmowała wówczas 8 gospodarstw i liczyła 36 mieszkańców. W 1885 roku miejscowość występowała już jako oddzielne dobra Hohenheide zajmujące powierzchnię 89 ha (w tym 73 ha pól uprawnych i 5 ha lasów) i obejmujące 7 gospodarstw zamieszkanych przez 34 osoby. Częścią dóbr była wówczas osada Sabitzkathen (Żabice) nad Jeziorem Żabickim. W 1895 roku Hohenheide spisano jako część dóbr Schönwalde (Zajezierze). Miejscowość liczyła wówczas 49 mieszkańców w 10 gospodarstwach. W 1905 roku w 9 gospodarstwach zamieszkiwało 38 osób.
Po II wojnie światowej miejscowość występowała pod polską nazwą Kręglin (czasami również Krąglin). Stanowiła samodzielną gromadę w gminie Przytoń, w powiecie łobeskim, w województwie szczecińskim.
Jesienią 1954 roku, w związku z reformą administracyjną kraju włączono wieś do gromady Zajezierze w powiecie łobeskim, a po jej zniesieniu 1 stycznia 1958 roku – do znoszonej gromady Dalewo w powiecie drawskim, w woj. koszalińskim, którą równocześnie przekształcono w  gromadę Drawsko Pomorskie. W późniejszych latach nazwa Kręglin zanikła, a obszar ten spisywano ze Zbrojewem.
1 stycznia 1973 roku Kręglin wszedł w skład reaktywowanej gminy Drawsko Pomorskie w powiecie drawskim, w województwie koszalińskim. W latach 1975–1998 administracyjnie należał do województwa koszalińskiego.